# Arthur Sissis
Pour les articles homonymes, voir Sissis.
Arthur Sissis, né le 15 juin 1995 à Adélaïde (Australie-Méridionale), est un pilote de speedway australien.